# Oresmaux
Oresmaux (picardisch: Orémieu) ist eine nordfranzösische Gemeinde mit 978 Einwohnern (Stand 1. Januar 2022) im Département Somme in der Region Hauts-de-France. Die Gemeinde liegt im Arrondissement Amiens und gehört zum Kanton Ailly-sur-Noye.

## Geographie und Wirtschaft
Die Gemeinde auf der Hochfläche zwischen den Flüssen Noye und Selle liegt rund vierzehn Kilometer südlich von Amiens und zehn Kilometer nordöstlich von Conty östlich der früheren Route nationale 1, der außerhalb des Gemeindegebiets verlaufenden Autoroute A16 und einer Teilstrecke der historischen Chaussée Brunehaut.
Oresmaux besitzt einen Windpark mit einer installierten Leistung von 12 MW.

## Einwohner
| 1962 | 1968 | 1975 | 1982 | 1990 | 1999 | 2006 | 2010 |
| ---- | ---- | ---- | ---- | ---- | ---- | ---- | ---- |
| 593  | 647  | 634  | 638  | 723  | 759  | 820  | 838  |

## Verwaltung
Bürgermeister (maire) ist seit 2001 Michèle Péronne.

## Sehenswürdigkeiten

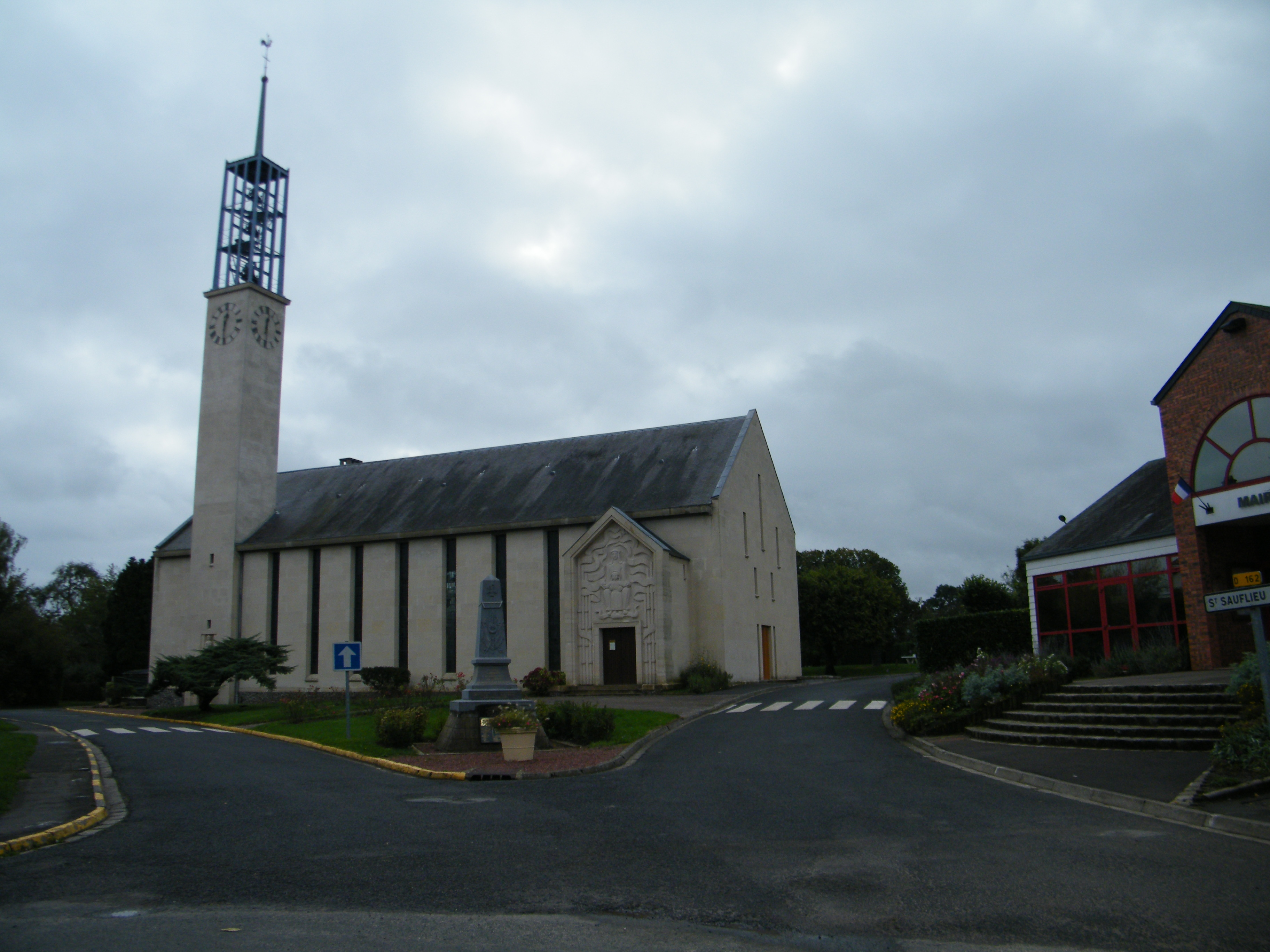
Kirche Notre-Dame

- Moderne Kirche Notre-Dame